# Малое Мраморное
Малое Мраморное (устар. Кайчеги) — озеро в России, на юге Приморского края (Хасанский район). Площадь — 0,78 км².
Расположено к северу от древней дельты реки Туманная, к западу от озера Большое Мраморное.
Акватория озера является одним из важнейших мест остановки водоплавающих птиц восточноазиатского пролётного пути, в том числе и таких редких для российского Приморья как белая цапля и пятнистая трёхпёрстка. На озере растёт лотос.
Код в Государственном водном реестре — 20040000411118200000756.